# 利·朱利葉斯
利·朱利葉斯（英語：Leigh Julius，1985年3月25日—）是南非男子田徑運動員。2005年世界田徑錦標賽，Leigh Julius在200公尺預賽以20.37秒（W：+4.3）排名該組第六，順利晉級到四分之一決賽。

## 外部連結
- 利·朱利葉斯在的頁面